# Bocksbeutel

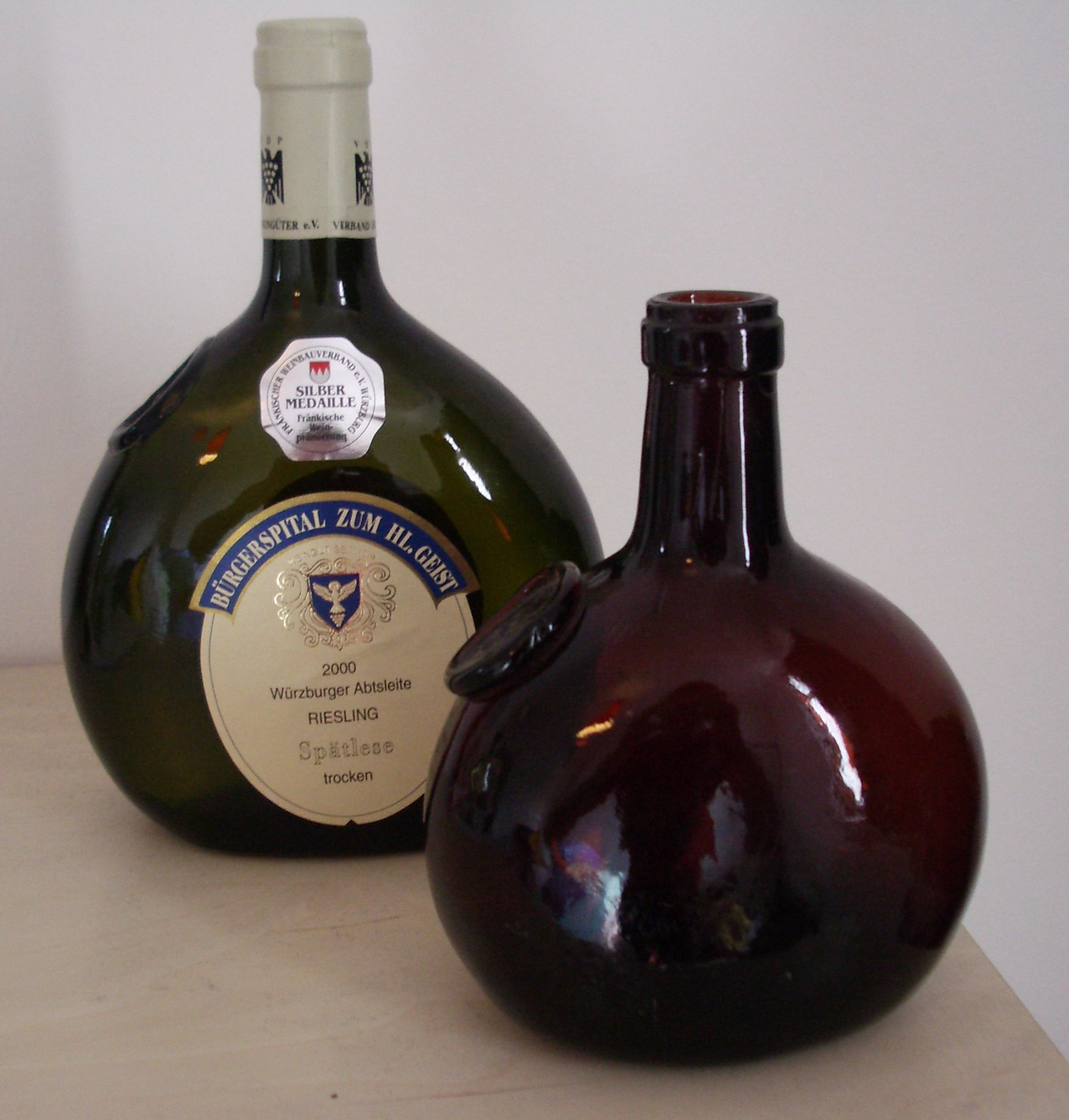
Zwei fränkische Bocksbeutel

Ein Bocksbeutel ist eine Flasche in angenäherter Form eines flach gedrückten Ellipsoids für Weine aus dem Anbaugebiet Franken. Der Inhalt beträgt normalerweise 0,75 l (drei fränkische Schoppen à 0,25 l).

## Frankenwein
Der Bocksbeutel dient seit mindestens 250 Jahren als für den Frankenwein typisches Behältnis, zunächst für den Würzburger Stein, später auch für andere Frankenweine. 1728 beschloss der Stadtrat von Würzburg, dass die besten Weine des städtischen Bürgerspitals in Bocksbeutel gefüllt werden sollten.
Üblicherweise wird der Bocksbeutel für qualitativ hochwertige Weine verwendet. Das Mindest-Mostgewicht für Bocksbeutelwein liegt mit 72 Grad Oechsle über dem für Qualitätswein. Weiterhin gibt es seit 2009 eine Regelung, welche besagt, dass Weine, die in Bocksbeutel gefüllt werden sollen, bei der amtlichen Qualitätsweinprüfung eine Mindestpunktzahl von 2,0 aufweisen müssen.

## Geschichte

### Flaschenform

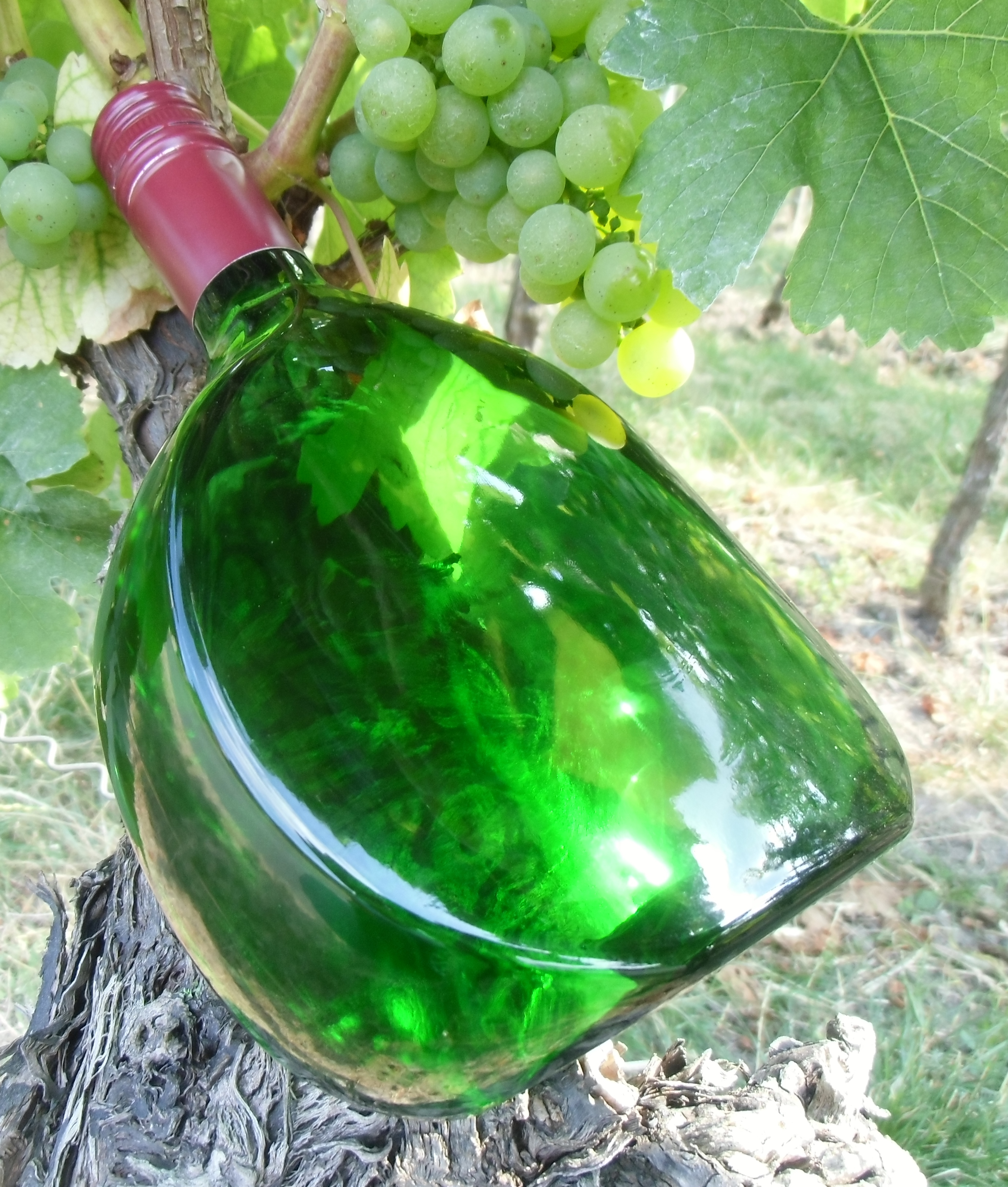
Der neue Bocksbeutel PS von Designer Peter Schmidt.

Die Flaschenform als solche ist schon viel länger in Gebrauch. Sie leitet sich wohl aus Feldflaschen ab, die aus praktischen Gründen platt gedrückt waren: zum einen wegen des leichteren Transports im Gepäck oder am Körper, zum anderen, weil die Flasche in unebenem Gelände nicht wegrollen kann. Die Form wird auch in anderen Weinregionen von je her verwendet, beispielsweise in Portugal.
Ende 2015 stellte der Fränkische Weinbauverband eine von Designer Peter Schmidt neu gestaltete Flasche vor, die die bisherigen Bocksbeutelflaschen zukünftig ablösen soll. Die flache, bauchige Form bleibt erhalten, die Kanten werden aber eckiger. Dieser Bocksbeutel PS gewann mehrere Designpreise, etwa den Deutschen Verpackungspreis in Gold 2017. Nach einem Jahr wurden bereits rund zwei Drittel der fränkischen Bocksbeutelweine in Bocksbeutel PS abgefüllt. Zum fünfjährigen Jubiläum im Dezember 2020 liegt die klassische Form aber bei immer noch etwa dreißig Prozent. Besonders die Mitglieder des Verbands Deutscher Prädikatsweingüter lehnen das neue Design weitgehend ab. Neben grundsätzlichen Einstellungen spielen dabei auch die Kosten der Umstellung eine Rolle.
Insgesamt ist die Verwendung des Bocksbeutels rückläufig. Von 34 Prozent der Abfüllungen im Jahr 2013 sank der Anteil in den folgenden fünf Jahren auf 26 Prozent. Als Gründe gelten dabei unter anderem die im Vergleich zu anderen Flaschen platzintensive Lagerung und Lieferengpässe der Glashersteller. Viele Weingüter wollen aber vor allem für die hochwertigsten Weine am Bocksbeutel festhalten.

### Bücherbeutel
Der Bocksbeutel (niederdeutsch Booksbüdel für Bücherbeutel) war ein seit der Vorreformationszeit gebrauchter beutelartiger Überzug von Gebet- und Gesangbüchern (siehe Beutelbuch). Üblicherweise trugen Ratsherren ein solches Büchlein bei sich, wenn sie in den Rat gingen. Nachdem dies aus der Mode gekommen war, manche aber noch daran festhielten, bezeichnete man die altväterliche Denkart und das Beharren auf einem überwundenen Standpunkt als Bocksbeutelei. Andere Quellen, beispielsweise das Wörterbuch Kaspar von Stielers um 1690, nennen als Wortherkunft die naheliegende Deutung Hodensack eines Ziegenbocks. Für diese Deutung spricht, dass es Bokesbudel schon im früheren Mittelalter gab, als man noch gar keine Gesangbücher hatte. Das Deutsche Wörterbuch nennt die Redensart jemandem einen Bocksbeutel anhängen, um ihn lächerlich zu machen.

## Bocksbeutel und Markenschutz

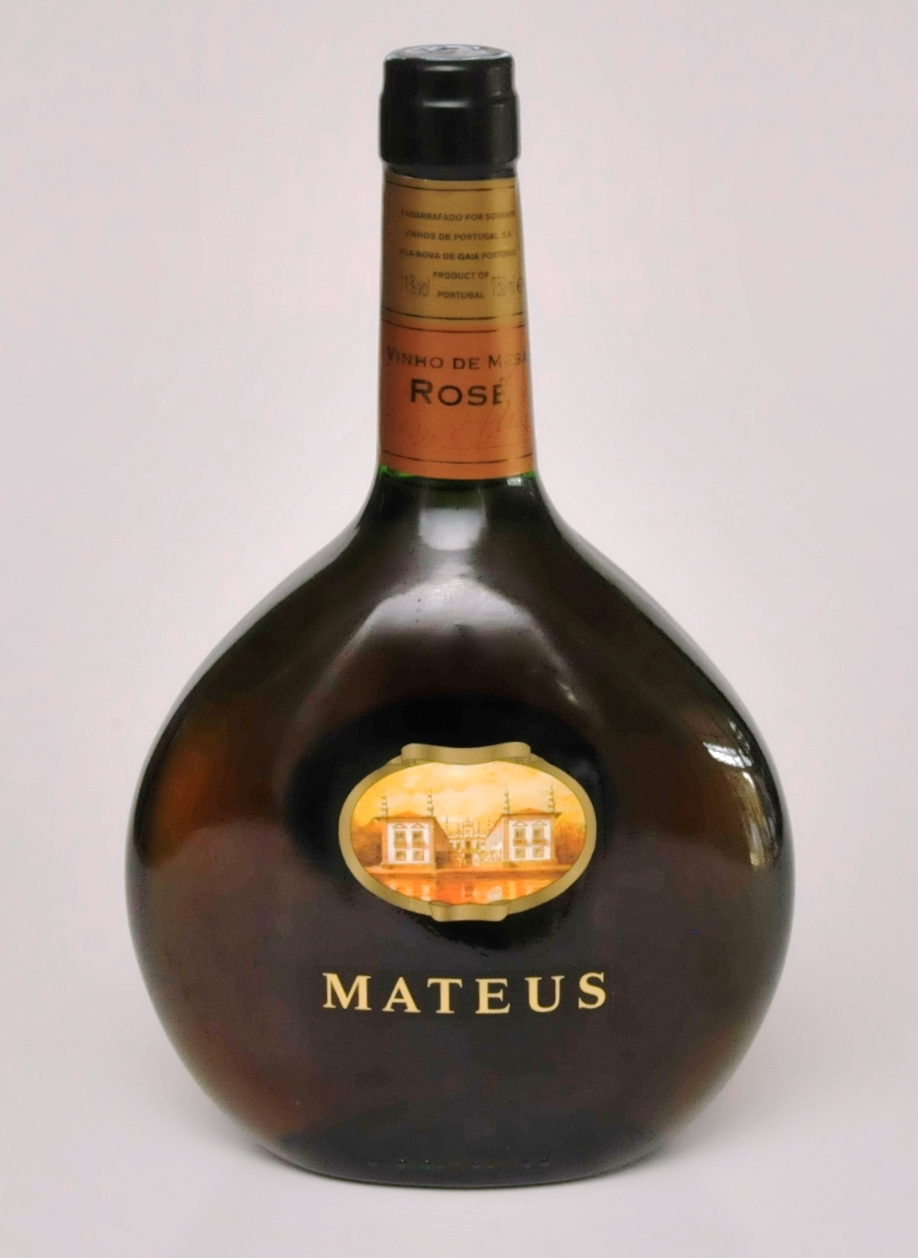
Portugiesische Mateus-Rosé-Flasche

Im sogenannten Bocksbeutelstreit entschied der Europäische Gerichtshof 1983, dass diese Flaschenform, entgegen den Wünschen der fränkischen Winzer, keinen Markenschutz genießt und die festgelegten Bestimmungen in der deutschen Weinverordnung unzulässig waren, wonach nur Qualitätsweine aus Franken in Bocksbeutel-Flaschen verkauft werden durften. „Soweit die Weine nach einer lauteren Praxis und herkömmlichen Übung in ihrem Heimatstaat in solchen Flaschen abgefüllt sind, ist das Verbot [der Verwendung der Bocksbeutelflasche] unverhältnismäßig.“ (EuGH, Rs. 16/83, Slg. 1984, 1299 Rn.31ff.) Dies gilt aber fast ausschließlich für fränkische und portugiesische Weine, weshalb in deutschen Supermärkten in der Regel nur Weine aus diesen beiden Anbauregionen im Bocksbeutel zu finden sind. In Baden ist die Weinabfüllung in Bocksbeutel in den Weinbaugemeinden des Baden-Badener Reblandes seit dem 18. Jahrhundert gebräuchlich. Meist handelt es sich dabei um hochwertige Rieslinge. Auch Weine vom Badischen Frankenland dürfen auf Grund der historischen Gebietszugehörigkeit in Bocksbeutelflaschen abgefüllt werden.

## Fassungsvermögen
Bocksbeutelflaschen für Wein sind in verschiedenen Größen erhältlich: 0,25 l, 0,375 l, 0,5 l, 0,75 l, 1,5 l sowie 3,0 l. Den Bocksbeutel für Sekt gibt es ausschließlich als 0,75-l-Flasche.